# Plectasine
La plectasine est un antibiotique peptidique constitué de 40 résidus d'acides aminés. Elle a été décrite chez Pseudoplectania nigrella (en), un mycète de l'ordre des Pezizales qui lui a donné son nom. Sa structure l'apparente à la famille des défensines, peptides courts — quelques dizaines de résidus d'acides aminés tout au plus — qui se fixent sur la paroi des bactéries et provoquent leur lyse, qu'on trouve chez d'autres espèces de champignons ainsi que chez des invertébrés tels que les araignées, les scorpions, les libellules et les bivalves.
Plus précisément, la plectasine se lie au lipide II, un précurseur lipidique du peptidoglycane, ce dernier ne pouvant alors plus être utilisé normalement pour former de nouvelles parois bactériennes. Afin de séquestrer le lipid II, plusieurs molécules de plectasine forment une sorte de tapit supramoleculaire sur la surface de la membrane. La plectasine s'est montrée particulièrement efficace contre le pneumocoque, aussi bien in vitro qu'in vivo dans le cas d'un modèle d'infection chez la souris. Elle est par ailleurs efficace contre des bactéries ayant développé une pharmacorésistance multiple aux autres antibiotiques et pourrait de ce fait permettre de traiter les infections par de telles bactéries,.